# Torneio Qualificatório de Futebol Feminino Sub-17 da OFC de 2010
O Torneio Qualificatório de Futebol Feminino Sub-17 da OFC de 2010 foi a 1ª edição deste torneio bienal organizado pela Confederação de Futebol da Oceania (OFC). Disputada por jogadoras com até 17 anos, a competição foi realizada na cidade de Auckland, Nova Zelândia entre 12 e 16 de abril.
O torneio serviu como eliminatória da OFC para a Copa do Mundo Sub-17. O vencedor do torneio qualificou-se para a edição de Trindade e Tobago. A Nova Zelândia foi coroada campeã pela primeira vez em 16 de abril, selando sua classificação para a Copa do Mundo.

## Participantes
Um total de nove seleções participaram do torneio, que estão listadas abaixo:
- Ilhas Salomão
- Nova Zelândia
- Papua-Nova Guiné
- Tonga

## Resultados
| Seleções         | Pts. | J | V | E | D | GM | GC | SG  |
| ---------------- | ---- | - | - | - | - | -- | -- | --- |
| Nova Zelândia    | 9    | 3 | 3 | 0 | 0 | 37 | 0  | +37 |
| Ilhas Salomão    | 6    | 3 | 2 | 0 | 1 | 6  | 10 | −4  |
| Papua-Nova Guiné | 3    | 3 | 1 | 0 | 2 | 4  | 10 | −6  |
| Tonga            | 0    | 3 | 0 | 0 | 3 | 0  | 27 | −27 |

| 12 de abril    | Papua-Nova Guiné                          | 4 – 0     | Tonga | North Harbour Stadium, Auckland |
| 12:00 (UTC+12) | Kaikas 27', 36' · Steven 44' · Robert 64' | Relatório |       |                                 |

| 12 de abril    | Nova Zelândia                                                                                              | 10 – 0    | Ilhas Salomão | North Harbour Stadium, Auckland |
| 15:00 (UTC+12) | Loye 13' · Bowen 30' · Wong 45', 50' · Chance 46', 56' · Boyce 70' · Patterson 77' · Dudley-Smith 78', 87' | Relatório |               |                                 |

| 14 de abril    | Tonga | 0 – 5     | Ilhas Salomão                                             | North Harbour Stadium, Auckland |
| 12:00 (UTC+12) |       | Relatório | Joe 11' · Hasi 13' · Malau 30' · Oneasi 47' · Vakatao 69' |                                 |

| 14 de abril    | Nova Zelândia                                                                                  | 9 – 0     | Papua-Nova Guiné | North Harbour Stadium, Auckland |
| 15:00 (UTC+12) | Patterson 3', 9', 57' · Loye 8' · Skilton 12' · Millynn 40' · Laka 44' · Dudley-Smith 69', 87' | Relatório |                  |                                 |

| 16 de abril    | Ilhas Salomão | 1 – 0     | Papua-Nova Guiné | North Harbour Stadium, Auckland |
| 12:00 (UTC+12) | Timo 90+2'    | Relatório |                  |                                 |

| 16 de abril    | Tonga | 0 – 18    | Nova Zelândia | North Harbour Stadium, Auckland |
| 15:00 (UTC+12) |       | Relatório | Dudley-Smith 7', 9', 41' · Ward 11', 19', 51' · Wong 13', 36', 49', 58', 65', 90+1' · Loye 23', 67' · Carlton 28' · Parkinson 70' (pen) · Carlsen 72' (pen) · Skilton 90+4' |                                 |

## Premiação
| Torneio Qualificatório Feminino Sub-17 da OFC de 2010 |
| Nova Zelândia                                         |
| ----------------------------------------------------- |
| Nova Zelândia Campeã (1.º título)                     |

### Individuais
Os seguintes prêmios foram entregues no final do torneio.
| Prêmio        | Jogadora      |
| ------------- | ------------- |
| Luvas de ouro | Alice Patrick |
| Fair Play     | Nova Zelândia |